# Vykročiv z kolébky, navěky obíhá...
Vykročiv z kolébky, navěky obíhá... (anglicky „Out of the Cradle, Endlessly Orbiting...“, nebo také „Out of the Cradle“) je krátká sci-fi povídka britského spisovatele Arthura C. Clarka z roku 1959.
Ruský vědec vzpomíná na svou kariéru během 20. století. Děj se odehrává v alternativní historii.

## Příběh
Na přelomu století bilancuje nejmenovaný ruský vědec svou kariéru. Poznamená, že jedenadvacáté století začíná až 1.1. 2001 a nikoli 1.1. 2000, jak se většina laické veřejnosti domnívá. Svou vědeckou dráhu odstartoval na kosmodromu v Kapustin Jaru a dotáhl to až na hlavního koordinátora projektu Ares - první expedice na Mars s lidskou posádkou.
20 let po vypuštění Sputniku 1 se na měsíční základně konstruují 3 kosmické lodi - Alfa, Beta a Gama. Byl to velký mezinárodní projekt a ruský vědec vzpomíná na mladého amerického asistenta Jima Hutchinse, který zde pobýval i se svou ženou. Během zkoušek motorů Alfy 1 se omluvil a někam zmizel. Zanedlouho se základnou rozléhal zvuk sirény, všeobecný poplach vystřídaný hlasem předsedy Astronautického úřadu Moshe Steina z reproduktoru. Stein oznamuje, že během posledních 9 měsíců probíhal utajovaný experiment - narození člověka ve vesmíru. Malý George Jonathan Hutchins je důkazem, že člověk teprve teď skutečně dobyl vesmír.

## Česká vydání
Česky vyšla povídka v následujících sbírkách nebo antologiích:
- Směr času (Polaris, 2002)[1]
- Povídky z deseti světů (Baronet, 2007)

### Související článek
- Werner von Braun